# Bernard H.V-42
Dimensions
Le Bernard H.V-42 un hydravion de course conçu par la Société des Avions Bernard pour le gouvernement français en vue de la participation française à la Coupe Schneider de 1931.

## Conception et développement
Trois H.V-42 furent commandés par le gouvernement français pour une utilisation en tant qu'avions de formation à l'Étang de Berre de l'équipe française pour la Coupe Schneider. Semblable au précédent H.V-41 c'était un avion monoplace à aile monoplan cantilever posé sur deux flotteurs. Le premier H.V-42 vola en mars 1931 et fut bientôt rejoint par les deux autres. Marqués "1", "2" et "3" ils furent utilisés au cours de l'été de 1931 pour la formation de l'équipe de France 1931 de la Coupe Schneider.

## Opérateurs
France
- SEHGV Section d’entraînement sur hydravions à grande vitesse